# Fedotitx
Fedotitx (rus: Федотыч) és un petit volcà en escut que es troba al centre de la península de Kamchatka, Rússia, a la Serralada Sredinni i s'eleva fins als 965 msnm. Es troba uns 20 km a l'est-nord-est del volcà Kebeney. La darrera erupció va tenir lloc durant el Plistocè.